# IPhone 4
Das iPhone 4 ist das vierte Smartphone der iPhone-Reihe des US-amerikanischen Unternehmens Apple. Es wurde am 7. Juni 2010 vorgestellt und war ab dem 24. Juni 2010 erstmals in den Vereinigten Staaten, im Vereinigten Königreich sowie in Japan, Frankreich und Deutschland erhältlich. Es wird hauptsächlich durch Fingerberührungen am Multi-Touch-Bildschirm bedient. Auf dem Gerät kommt Apples Betriebssystem iOS 4 bis 7 zum Einsatz.

## Design
Das Gehäuse besteht aus einem rostfreien Edelstahl-Rahmen, der gleichzeitig als Antenne fungiert. Vorder- und Rückseite bestehen aus einem versiegelten und kratzfesten Spezialglas der Firma Corning (Herstellerbezeichnung Gorilla Glass). Das Gerät war zunächst nur in schwarz erhältlich, seit dem 28. April 2011 auch in weiß. Im Vergleich zum iPhone 3GS ist es in Höhe, Breite und Tiefe kleiner. Mit 9,3 Millimetern Tiefe ist es beispielsweise rund 24 % dünner.

## Technische Daten

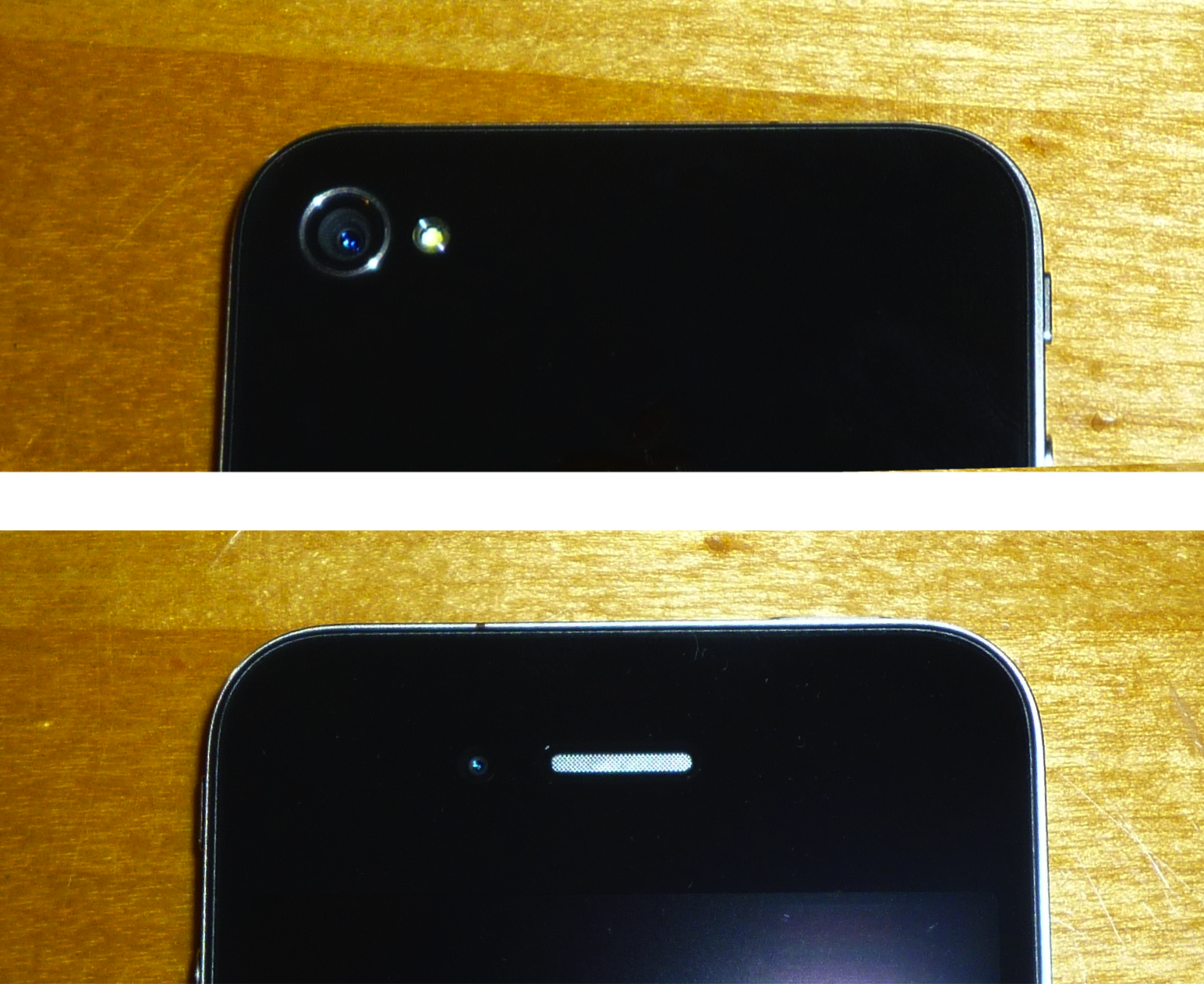
Oben: Rückkamera mit LED-Blitz, unten: VGA-Kamera für die Videotelefonie

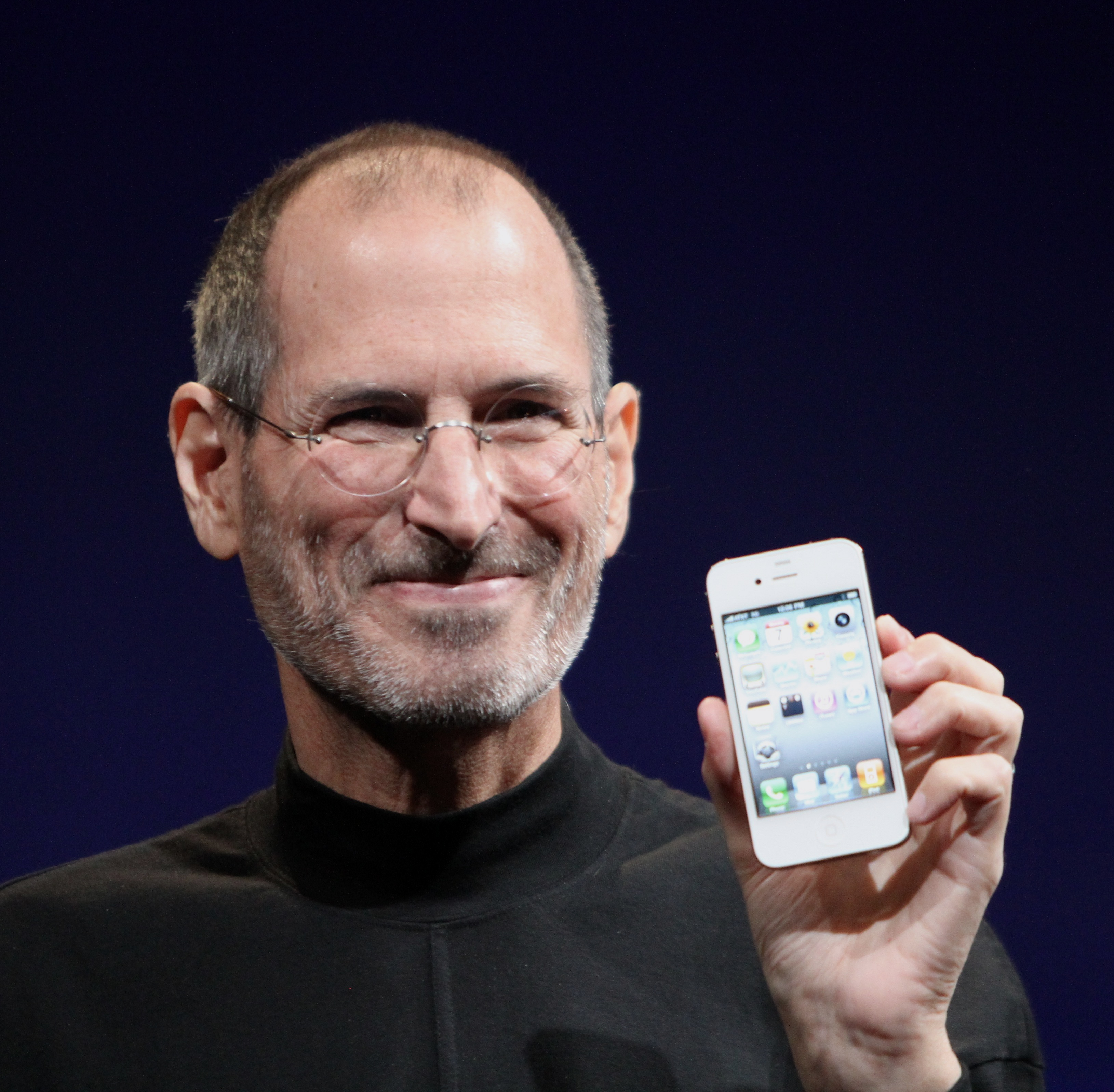
Steve Jobs präsentiert das iPhone 4

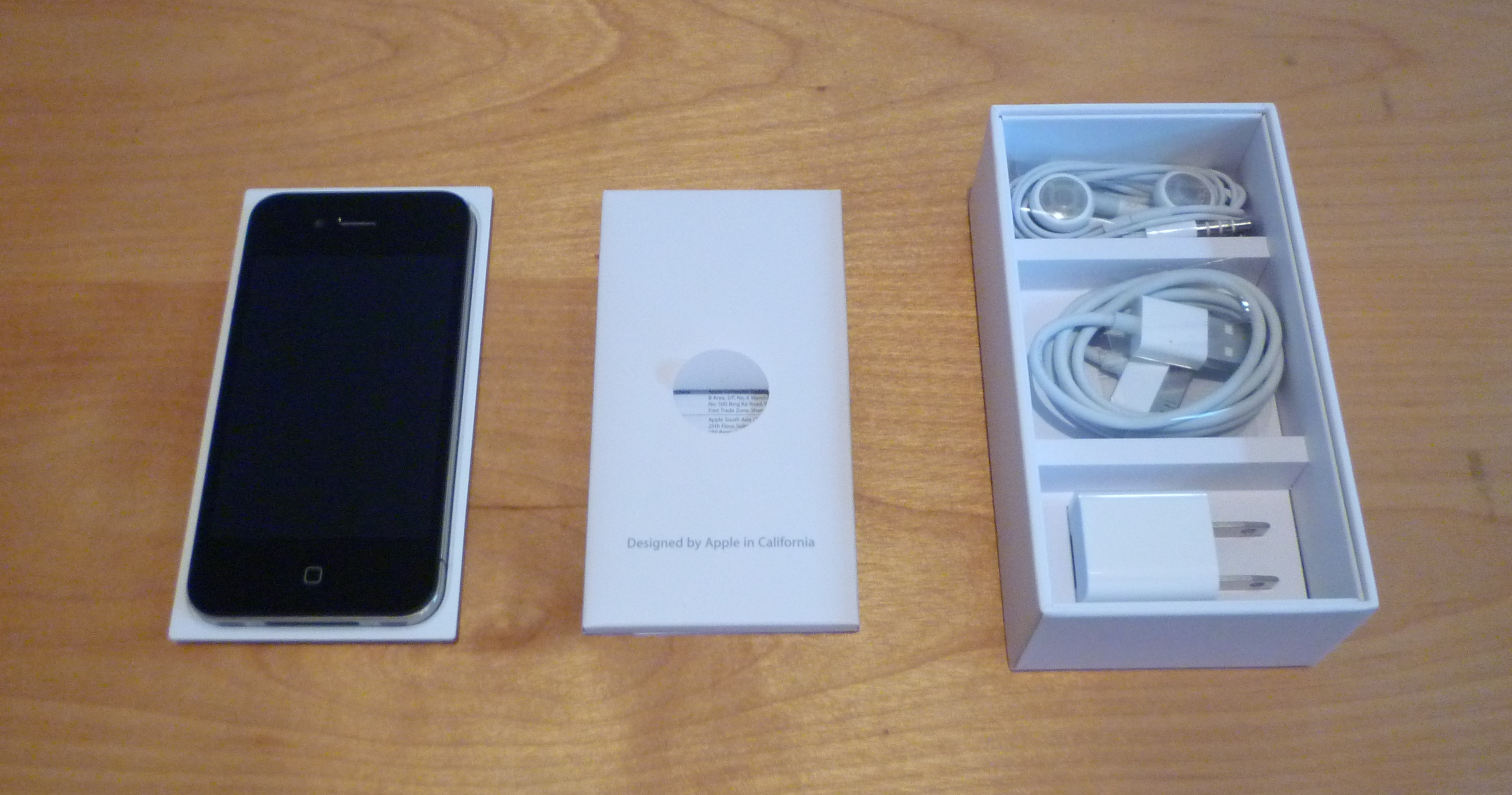
Der Inhalt der iPhone 4-Box. V. l. n. r.: Deckel, iPhone 4 in einer Plastikhülle, Bedienungsanleitung und (von oben nach unten) die Kopfhörer, das USB-Kabel und der Adapter

### Mobilfunk und Vernetzung
Das iPhone 4 bietet UMTS-Datenübertragung über HSUPA mit einer Geschwindigkeit von bis zu 5,7 Mbps. Es unterstützt nun auch Wi-Fi 4, jedoch nur im teilweise stark frequentierten 2,4-GHz-Band.
Zum Betrieb ist eine Micro-SIM-Karte erforderlich.
Die in den Medien diskutierten Empfangsprobleme des Smartphones wies der Vorstandsvorsitzende Steve Jobs zurück und verwies auf eine generell auftretende Empfangsbeeinträchtigung von Smartphones beim festen Umschließen des Gerätes mit der Hand. Diese Aussage zusammen mit dem Eingeständnis eines Software-Berechnungsfehlers, der seit dem iPhone 3G bei iOS auftritt, hat bei vielen Mitbewerbern für Empörung gesorgt.
Seit dem 10. Februar 2011 verkauft auch der amerikanische Mobilfunkanbieter Verizon Wireless das iPhone 4 in den USA; diese Variante verwendet den von Verizon Wireless an Stelle von GSM/UMTS eingesetzten Mobilfunkstandard CDMA2000.
Der Verizon-Konkurrent AT&T hatte seit Einführung des iPhone mit Überlastung und schlechter Abdeckung seiner 3G-Mobilfunknetze zu kämpfen. Um die Zuverlässigkeit und Netzabdeckung der eigenen Netze zu untermauern, bewirbt Verizon Wireless unter anderem auch explizit die im iPhone-Betriebssystem iOS ab der Version 4.2.5 enthaltene Hotspot-Funktion. Dies ermöglicht das Anlegen eines WLAN-Hotspots, an dem sich bis zu fünf Nutzer anmelden und die Internetverbindung des iPhones nutzen können. Bei dem CDMA2000-iPhone befindet sich ein weiteres Antennensegment im Stahlrahmen, das Empfangsproblemen entgegenwirken soll. Dieses Antennendesign wurde beim Nachfolger, dem iPhone 4s übernommen. Ein zusätzliches Mikrofon filtert Umgebungsgeräusche heraus und verbessert so die Sprachqualität.

### Digital- und Frontkamera
Die Digitalkamera kann Fotos mit einer Auflösung von 2592 × 1936 Pixel (fünf Megapixel) und Videos mit einer Auflösung von 1280 × 720 Pixeln (HD) bei 30 fps aufnehmen und verfügt über einen LED-Blitz sowie einen fünffach digitalen Zoom. Der Sensor erlaubt erstmals bei Mobiltelefonen eine rückwärtige Belichtung, wobei die Sensorik auf der Rückseite des Sensors liegt und dadurch eine höhere Lichtempfindlichkeit erreicht wird. Außerdem findet sich auf der Vorderseite des Gerätes eine weitere VGA-Kamera, die für die Funktion FaceTime (Audio- und Videotelefonie) benötigt wird. Sie kann Fotos und Videos mit einer Auflösung von 640 × 480 Pixeln aufnehmen, Videos bei 30 fps.

### System-on-a-Chip
Als System-on-a-Chip kommt der schon vom iPad der ersten Generation bekannte, von Samsung hergestellte Apple A4 mit einem reduzierten Kerntakt von 800 MHz statt 1 GHz zum Einsatz. Er verbindet CPU (mit ARM-Architektur), GPU und andere Teile nach dem System-on-a-Chip-Prinzip. Ein veränderter Akku soll in Kombination mit dem neuen Prozessor die Laufzeiten um bis zu 40 % gegenüber der des iPhone 3GS verlängern.

### Datenspeicher
Das Gerät verfügte, je nach Ausführung, über einen 16 oder 32 GB großen NAND-Flash-Speicher für beliebige Daten und 512 MB Arbeitsspeicher – doppelt so viel wie das iPad der ersten Generation und der Vorgänger iPhone 3GS besitzen. Mit der Vorstellung des Nachfolgers iPhone 4s war das iPhone 4 nur noch mit 8 GB Flash-Speicher erhältlich.

### Bildschirm
Den 3,5-Zoll-Bildschirm bezeichnet Apple als „Retina-Display“, da er mit 326 ppi (960 × 640 Pixel) mehr Pixel darstellt als das Auge bei normalem Betrachtungsabstand (etwa 25 bis 30 cm) erkennen kann. Im Vergleich zum Vorgängermodell mit 480 × 320 Pixel wurde die Zahl der Bildpunkte somit vervierfacht. Davon soll auf dem iPhone 4 vor allem Schrift profitieren und deutlich schärfer dargestellt werden. Beim Retina-Display kommt außerdem auch die In-Plane-Switching-Technologie zum Einsatz, die Apple bereits beim Apple Cinema Display, beim iMac und beim iPad der ersten Generation einsetzt. Sie sorgt gegenüber einem herkömmlichen TN-Display für einen breiteren Betrachtungswinkel. Der Kontrast des Bildschirms soll laut Apple 800:1 betragen, liegt aber bei Neugeräten sogar bei über 1100:1 mit einer Maximalhelligkeit von weit über 500 cd/m².

### Gyroskop
Apple fügt beim iPhone 4 dem Beschleunigungssensor ein dreiachsiges Gyroskop hinzu, das Rotationen um alle drei Raumachsen (Höhe, Breite, Tiefe) erfasst und besonders für Spiele neue Möglichkeiten bietet.

### Videotelefonie
Das iPhone 4 ist das erste iPhone, das die Videotelefoniefunktion FaceTime anbietet. Diese wurde von Apple auf der WWDC im Juni 2010 in Echtzeit vorgestellt. FaceTime war zunächst nur per WLAN möglich, wurde später jedoch mit der Einführung von iOS 6 auch auf Mobilfunknetzwerke ausgeweitet. Voraussetzung hierfür ist eine Unterstützung des jeweiligen Netzanbieters. Mit der Einführung von iOS 7 wurde FaceTime auf Telefongespräche ohne Videoübertragung (FaceTime Audio) erweitert.

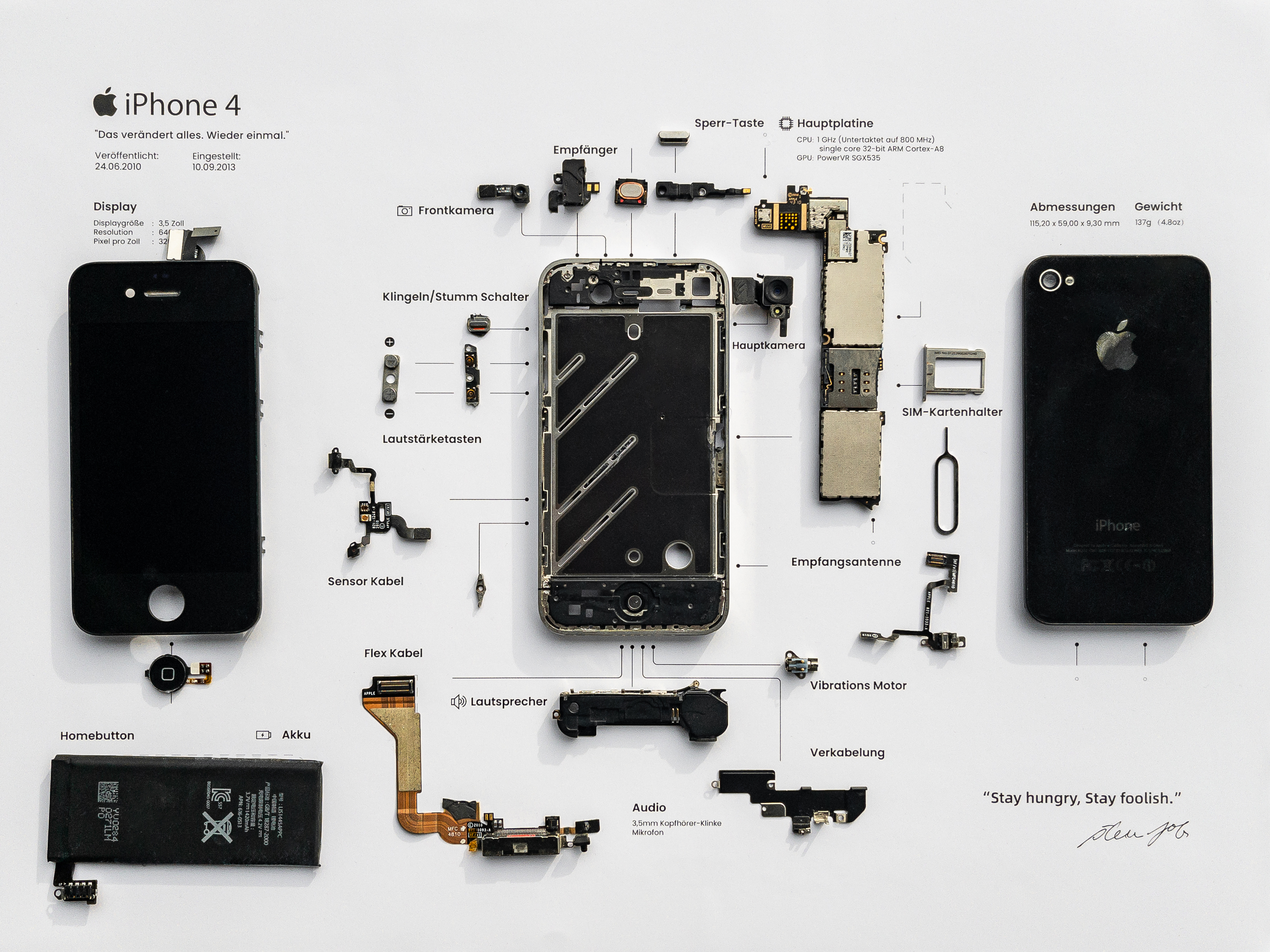
Komponenten des iPhone 4

## Verkaufszahlen
Das Gerät wurde am 7. Juni 2010 im Rahmen der WWDC 2010 im Moscone Center von San Francisco vorgestellt.
Am 24. Juni 2010 kam es in den Vereinigten Staaten, dem Vereinigten Königreich sowie in Japan, Frankreich und Deutschland in die Läden.
Der Verkaufsstart wurde auf Grund der hohen Nachfrage von über 600.000 Vorbestellungen innerhalb der ersten 24 Stunden zunächst verschoben. Apple gab an, nicht mit einer solchen Nachfrage gerechnet zu haben. In den ersten drei Verkaufstagen wurde das iPhone 4 nach Angaben von Apple 1,7 Mio. Mal verkauft, das waren 700.000 Exemplare mehr als beim iPhone 3GS im Jahr zuvor. Die reinen Herstellungs- und Materialkosten des iPhone 4 bezifferte das Marktforschungsunternehmen iSuppli mit 188 US-Dollar pro Stück. Nicht miteingerechnet sind hier jedoch Forschung und Entwicklung, Steuer, Vertrieb, Import und Export.
Nachfolgegerät ist das iPhone 4s, das im Oktober 2011 auf den Markt kam.

## Kritik

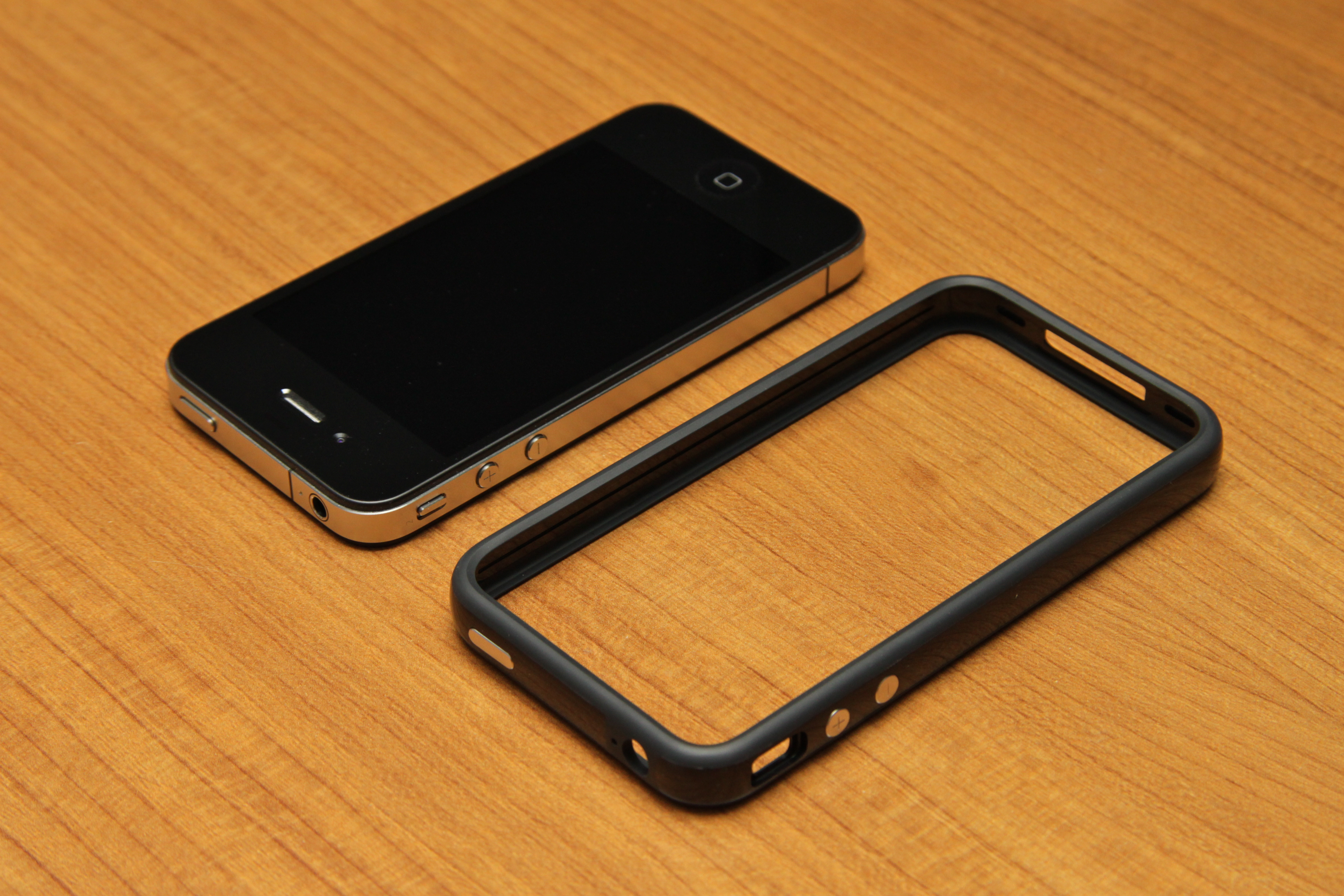
iPhone 4 mit „iPhone Bumper“

Ende Juni 2010 sorgten Berichte über Empfangsprobleme mit dem neuen iPhone für Aufsehen. Zwei Käufer reichten vor dem Bezirksgericht des US-Bundesstaates Maryland eine Sammelklage gegen Apple und AT&T ein, da sich diverse iPhone-4-Nutzer über angebliche Empfangsprobleme beschwerten. Apple erklärte zunächst, es existierten keine ungewöhnlichen Empfangsprobleme, vielmehr gebe die Empfangsanzeige die Signalstärke wegen eines Berechnungsfehlers in der Software teilweise nicht korrekt wieder. Apple äußert sich weiter, dass der zurückgehende Empfang auch bei anderen Mobiltelefonen mit ähnlicher Antennenbauweise bekannt und grundsätzlich alles in Ordnung sei. Apple hat zur korrekten Wiedergabe der Empfangsstärke eine Aktualisierung (4.0.1) veröffentlicht. Experten der US-amerikanischen Fachzeitschrift Consumer Reports konnten im Labortest mit simulierter Mobilfunkzelle die Empfangsprobleme bei Linkshändern und damit einen Konstruktionsfehler bestätigen und sprachen daher keine Kaufempfehlung aus. Apple gab später bekannt, dass sich die Empfangsprobleme nicht durch eine Softwareaktualisierung beheben ließen. Consumer Reports riet Käufern, das Problem mit Klebeband zu lösen oder eine Handytasche zu benutzen. Apple bot auf einer Pressekonferenz am 16. Juli 2010 allen iPhone-4-Käufern entweder eine Rückabwicklung des Kaufes bei vollständiger Rückerstattung des Kaufpreises oder eine kostenlose Hülle („iPhone Bumper“) an. Benutzer, die bereits eine solche gekauft hatten, wurden durch eine nachträgliche Gutschrift entschädigt, neue Käufer erhielten im Rahmen des iPhone 4 Case Programms, das Ende September 2010 auslief, kostenlos eine Hülle ihrer Wahl.
Am 11. Januar 2011 stellten Apple und Verizon Wireless eine für den Mobilfunkstandard CDMA2000 angepasste iPhone-Version vor, die entsprechend einer technischen Spezifikation für das Verizon-Mobilfunknetz über zwei Antennen verfügt und laut verschiedenen Berichten gegenüber dem GSM/UMTS-Modell deutlich weniger Empfangsprobleme hatte.
Nach dem Update auf iOS 7 beklagten zahlreiche Benutzer Geschwindigkeitsprobleme beim iPhone 4. Diese wurden von Apple durch das Update auf iOS 7.1 weitestgehend behoben. Laut einem Test von Ars Technica ist das iPhone 4 mit iOS 7.1 deutlich schneller als unter iOS 7.0, erreicht aber nicht die Geschwindigkeit von iOS 6.1.3.

## Preise
Zur Markteinführung gab es zwei Speichervarianten. Das iPhone 4 mit 16 GB kostete 629 € und das mit 32 GB kostete 739 €.
Nach der Vorstellung des Nachfolgers iPhone 4s am 4. Oktober 2011 war es nur noch mit 8 GB zu einem Preis von 519 € erhältlich.
Zur Vorstellung des iPhone 5 am 12. September 2012 wurde der Preis des 8-GB-Modells auf 399 € gesenkt.
Als am 10. September 2013 das iPhone 5s und iPhone 5c vorgestellt wurden, wurde der Verkauf des iPhone 4 in Deutschland eingestellt.
| Speicher | 24. Juni 2010   | 4. Oktober 2011 | 12. September 2012 |
| -------- | --------------- | --------------- | ------------------ |
| 8 GB     | —               | 519 € (688 €)   | 399 € (518 €)      |
| 16 GB    | 629 € (851 €)   | —               | —                  |
| 32 GB    | 739 € (1.000 €) | —               | —                  |